# Ochrotrichia dulce
Ochrotrichia dulce is een schietmot uit de familie Hydroptilidae. De soort komt voor in het Neotropisch gebied.